# Carey Wilson
Carey Wilson est un scénariste, acteur et producteur américain né le 19 mai 1889 à Philadelphie, Pennsylvanie (États-Unis), mort le 1er février 1962 à Hollywood (Californie). De 1934 à sa mort, il fut marié à Carmelita Geraghty, une ancienne actrice du cinéma muet.

## Filmographie

### Comme scénariste
- 1920 : A Woman's Business
- 1921 : Le Pirate (The Cup of Life) de Rowland V. Lee
- 1922 : La Chaîne brisée (Broken Chains)
- 1923 : Red Lights
- 1923 : Trois Femmes pour un mari (The Eternal Three)  de Marshall Neilan et Frank Urson
- 1924 : Three Weeks
- 1924 : Wine of Youth de King Vidor
- 1924 : Empty Hands de Victor Fleming
- 1924 : Sinners in Silk
- 1924 : Larmes de clown (HE who gets slapped)
- 1925 : The Masked Bride (en)
- 1925 : Soul Mates
- 1925 : Les Cadets de la mer (The Midshipman) de Christy Cabanne
- 1926 : The Sporting Lover
- 1926 : Into Her Kingdom
- 1926 : Midnight Lovers
- 1926 : The Silent Lover
- 1926 : Ladies at Play
- 1927 : The Sea Tiger
- 1927 : Orchids and Ermine
- 1927 : Le Voile nuptial (The Stolen Bride) de Alexander Korda
- 1927 : Hard-Boiled Haggerty
- 1927 : Chiffons (American Beauty)
- 1927 : La Vie privée d'Hélène de Troie (The Private Life of Helen of Troy) d'Alexander Korda
- 1928 : Ciel de gloire de George Fitzmaurice
- 1928 : The Cardboard Lover
- 1928 : Oh Kay !
- 1928 : L'Innocente (The Awakening)
- 1929 : Geraldine
- 1929 : His Captive Woman
- 1929 : Why Be Good?
- 1929 : Footlights and Fools
- 1930 : Le Quartier des amoureux (Peacock Alley) de Marcel De Sano
- 1930 : The Bad One
- 1931 : Behind Office Doors
- 1931 : Fanny Foley Herself
- 1932 : Polly of the Circus
- 1932 : Arsène Lupin
- 1932 : Les Lèvres qui mentent (Faithless) de Harry Beaumont
- 1933 : Le Roi de la bière (What! No Beer?)
- 1933 : Gabriel au-dessus de la Maison-Blanche (Gabriel over the White House) de Gregory La Cava
- 1934 : Murder at the Vanities
- 1934 : The President Vanishes
- 1934 : Sequoia
- 1935 : Les Révoltés du Bounty (Mutiny on the Bounty)
- 1937 : Dangerous Number
- 1937 : The Boss Didn't Say Good Morning
- 1938 : Andy Hardy's Dilemma: A Lesson in Mathematics... and Other Things
- 1938 : What Do You Think?: Tupapaoo
- 1938 : The Historical Mystery: Miracle of Salt Lake
- 1939 : André Hardy détective (Judge Hardy and Son)'
- 1940 : A Door Will Open
- 1941 : Ghost Treasure
- 1941 : Triumph Without Drums
- 1941 : M-G-M Miniatures No. M-331: Changed Identity
- 1942 : Mister Gardenia Jones
- 1943 : You, John Jones!
- 1945 : Strange Destiny
- 1946 : Bikini, the Atom Island

### comme acteur
- 1936 : Master Will Shakespeare : Narrator (voix)
- 1937 : The Rainbow Pass : Narrator (voix)
- 1937 : Dangerous Number : Sheriff
- 1937 : The Grand Bounce : Voice of Radio Announcer (voix)
- 1937 : The Boss Didn't Say Good Morning : Narrator
- 1937 : The King Without a Crown : Narrator (voix)
- 1937 : The Man in the Barn : Narrator (voix)
- 1937 : What Do You Think? : Narrator (voix)
- 1937 : What Do You Think? (Number Two) : Narrator (voix)
- 1938 : Nostradamus de David Miller (court-métrage): Narrateur (voix)
- 1938 : Andy Hardy's Dilemma: A Lesson in Mathematics... and Other Things : Narrator (voix)
- 1938 : What Do You Think? (Number Three) : Narrator (voix)
- 1938 : Life in Sometown, U.S.A. : Narrator
- 1938 : What Do You Think?: Tupapaoo : Narrator
- 1938 : Joaquin Murrieta : Narrator (voix)
- 1938 : Strange Glory : Narrator (voix)
- 1938 : Bravest of the Brave : Narrator (voix)
- 1938 : The Man on the Rock : Narrator
- 1940 : A Door Will Open : Narrator
- 1940 : A Failure at Fifty : Narrator (voix)
- 1941 : More About Nostradamus : Narrator (voix)
- 1941 : M-G-M Miniatures No. M-331: Changed Identity : Narrator
- 1942 : Nostradamus and the Queen : Narrator (voix)
- 1942 : The Lady or the Tiger? : Narrator
- 1942 : Further Prophecies of Nostradamus : Narrator (voix)
- 1943 : You, John Jones! : Narrator
- 1943 : Hitler's Madman : Narrator
- 1943 : Journey to Yesterday : Narrator
- 1944 : Nostradamus IV : Narrator (voix)
- 1945 : Strange Destiny : Narrator
- 1955 : Nostradamus Says So! : Narrator (voix)

### comme producteur
- 1927 : The Sea Tiger
- 1927 : The Stolen Bride
- 1927 : American Beauty
- 1927 : La Vie privée d'Hélène de Troie (The Private Life of Helen of Troy)
- 1937 : The Boss Didn't Say Good Morning
- 1937 : La Famille Hardy en vacances (You're Only Young Once)
- 1938 : Nostradamus de David Miller (court-métrage)
- 1938 : L'Amour frappe André Hardy (Love Finds Andy Hardy)
- 1939 : Prophet Without Honor
- 1940 : A Failure at Fifty
- 1941 : The Battle
- 1941 : More About Nostradamus
- 1942 : Nostradamus and the Queen
- 1942 : André Hardy fait sa cour (The Courtship of Andy Hardy)
- 1942 : Further Prophecies of Nostradamus
- 1943 : You, John Jones!
- 1943 : Journey to Yesterday
- 1944 : André Hardy préfère les brunes (Andy Hardy's Blonde Trouble) de George B. Seitz
- 1944 : Trois hommes en blanc (Three Men in White)
- 1944 : Nostradamus IV
- 1945 : L'Impossible Amour (Between Two Women), de Willis Goldbeck
- 1945 : Strange Destiny
- 1946 : Le facteur sonne toujours deux fois (The Postman Always Rings Twice)
- 1947 : Dark Delusion (en) de Willis Goldbeck
- 1947 : Le Pays du dauphin vert (Green Dolphin Street) de Victor Saville
- 1949 : Le Danube rouge (The Red Danube) de George Sidney
- 1950 : The Happy Years
- 1952 : Scaramouche de George Sidney
- 1957 : This Is Russia!